# Leishmania tropica
Espèce
Leishmania tropica est une espèce de parasites de la famille des Trypanosomatidae, responsable d'une leishmaniose cutanée chez l'Homme. Il est transmis par un petit moustique, le phlébotome. 

## Épidémiologie

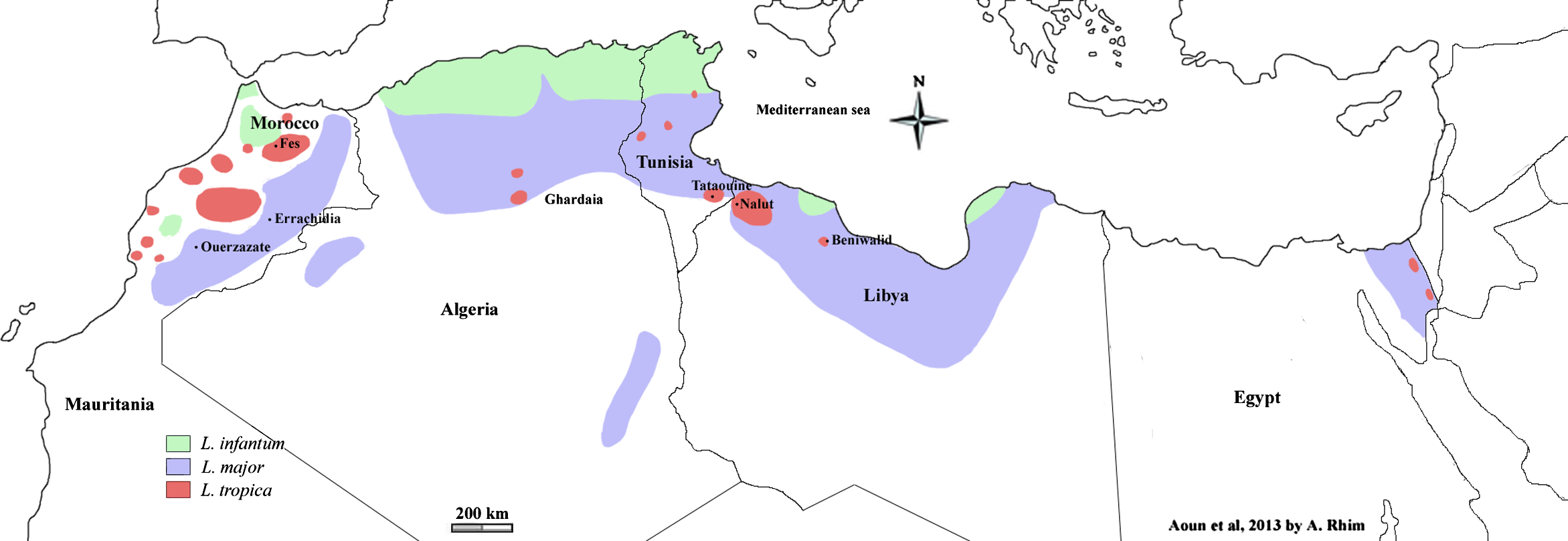
Leihmaniose cutanée en Afrique du Nord. Les zones infestées par Leishmania tropica sont en rouge

L'homme est le seul réservoir connu de ce protozoaire,. 
Les régions atteintes sont l'Afrique du Nord, le Moyen-Orient, le Turkestan.

## Symptômes
Cette Leishmania ne se généralise pas dans tout l'organisme mais pullule littéralement au point d'inoculation, (ce sont les parties découvertes du corps qui sont atteintes) où elle produit des altérations de la peau connues sous les appellations de boutons d'Orient ou clou de Biskra.
Cette leishmaniose cutanée laisse des traces indélébiles et donne des complications cutanées à tableaux cliniques très sévères.

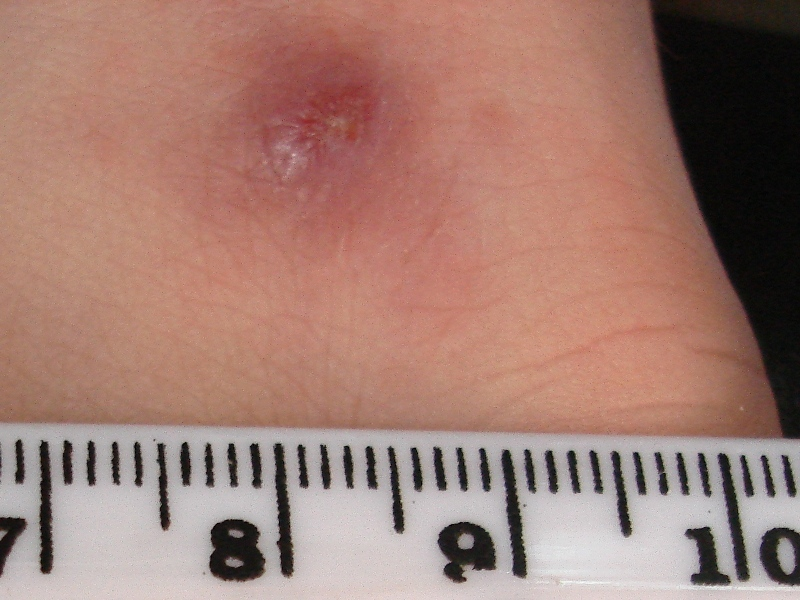
Leishmaniose cutanée due à Leishmania tropica